# Diane Bell (réalisatrice)
Pour les articles homonymes, voir Diane Bell et Bell.
Diane Bell, née à Dumfries (Écosse), est une cinéaste et scénariste d'origine écossaise qui travaille et réside à Los Angeles, aux États-Unis.
Son premier film, Obselidia reçoit le prix Alfred P. Sloan au Festival du film de Sundance 2010 ainsi que d'autres prix lors de festivals.

## Filmographie

### scénario et réalisation
- 2010 : Obselidia
- 2015 : Bleeding Heart